# Rio Mau (Vila do Conde)
Rio Mau é uma povoação portuguesa do Município de Vila do Conde que foi sede da extinta Freguesia de Rio Mau, freguesia que tinha 9,88 km² de área (2012),  1 862 habitantes (2011) e, por isso, uma densidade populacional de 188,5 hab/km².
A Freguesia de Rio Mau foi extinta (agregada) em 2013, no âmbito de uma reforma administrativa nacional, tendo sido agregada à Freguesia de Arcos para formar uma nova freguesia denominada União das Freguesias de Rio Mau e Arcos.

## História
Pertenceu ao concelho de Barcelos e, posteriormente ao da Póvoa de Varzim, sendo integrado no ano de 1853 no concelho (atual município) de Vila do Conde.

## Património
- Igreja de São Cristóvão de Rio Mau

## População
| População da freguesia de Rio Mau | População da freguesia de Rio Mau | População da freguesia de Rio Mau | População da freguesia de Rio Mau | População da freguesia de Rio Mau | População da freguesia de Rio Mau | População da freguesia de Rio Mau | População da freguesia de Rio Mau | População da freguesia de Rio Mau | População da freguesia de Rio Mau | População da freguesia de Rio Mau | População da freguesia de Rio Mau | População da freguesia de Rio Mau | População da freguesia de Rio Mau | População da freguesia de Rio Mau |
| --------------------------------- | --------------------------------- | --------------------------------- | --------------------------------- | --------------------------------- | --------------------------------- | --------------------------------- | --------------------------------- | --------------------------------- | --------------------------------- | --------------------------------- | --------------------------------- | --------------------------------- | --------------------------------- | --------------------------------- |
| 1864                              | 1878                              | 1890                              | 1900                              | 1911                              | 1920                              | 1930                              | 1940                              | 1950                              | 1960                              | 1970                              | 1981                              | 1991                              | 2001                              | 2011                              |
| 972                               | 947                               | 928                               | 981                               | 1 089                             | 1 244                             | 996                               | 1 344                             | 1 437                             | 1 483                             | 1 661                             | 1 893                             | 1 973                             | 1 907                             | 1 862                             |

| Distribuição da População por Grupos Etários | Distribuição da População por Grupos Etários | Distribuição da População por Grupos Etários | Distribuição da População por Grupos Etários | Distribuição da População por Grupos Etários | Distribuição da População por Grupos Etários | Distribuição da População por Grupos Etários | Distribuição da População por Grupos Etários | Distribuição da População por Grupos Etários | Distribuição da População por Grupos Etários |
| -------------------------------------------- | -------------------------------------------- | -------------------------------------------- | -------------------------------------------- | -------------------------------------------- | -------------------------------------------- | -------------------------------------------- | -------------------------------------------- | -------------------------------------------- | -------------------------------------------- |
| Ano                                          | 0-14 Anos                                    | 15-24 Anos                                   | 25-64 Anos                                   | > 65 Anos                                    |                                              | 0-14 Anos                                    | 15-24 Anos                                   | 25-64 Anos                                   | > 65 Anos                                    |
| 2001                                         | 387                                          | 320                                          | 998                                          | 202                                          |                                              | 20,3%                                        | 16,8%                                        | 52,3%                                        | 10,6%                                        |
| 2011                                         | 317                                          | 236                                          | 1 056                                        | 253                                          |                                              | 17,0%                                        | 12,7%                                        | 56,7%                                        | 13,6%                                        |

Média do País no censo de 2001:  0/14 Anos-16,0%; 15/24 Anos-14,3%; 25/64 Anos-53,4%; 65 e mais Anos-16,4%
Média do País no censo de 2011:   0/14 Anos-14,9%; 15/24 Anos-10,9%; 25/64 Anos-55,2%; 65 e mais Anos-19,0%